# Radka Kovaříková
Radka Kovaříková (* 26. února 1975, Brno) je bývalá česká krasobruslařka, závodící ve sportovních dvojicích s Reném Novotným.
Startovala na ZOH 1992, kde se dvojice umístila na čtvrtém místě, a na ZOH 1994 (6. místo). V roce 1995 vyhrála světový šampionát, vicemistryní světa se stala v roce 1992.
V letech 1996–2010 byla vdaná za svého sportovního partnera Reného Novotného. Roku 2010 se v Praze provdala za producenta, scenáristu a režiséra Jindřicha Šimka, s nímž vychovává dceru Kláru (* 2010).
V roce 2017 byla odsouzena na 27 měsíců s podmíněným odkladem na dva roky za vydírání a porušení domovní svobody, čehož se dopustila se svou švagrovou a dvěma známými vůči partnerce Reného Novotného Soně, když se během nedořešených sporů o majetek rozhodla odvézt z dřívějšího společného domu své údajné věci.

## Sportovní úspěchy
- 1990 Mistrovství Evropy, Petrohrad (Sovětský svaz), sportovní dvojice, 6. místo
- 1990 Mistrovství světa, Halifax (Kanada), sportovní dvojice, 8. místo
- 1991 Mistrovství Evropy, Sofie (Bulharsko), sportovní dvojice, 4. místo
- 1992 ZOH 1992, Albertville (Francie), sportovní dvojice, 4. místo
- 1992 Mistrovství Evropy, Lausanne (Švýcarsko), sportovní dvojice, 4. místo
- 1992 Mistrovství světa, Oakland (USA), sportovní dvojice, 2. místo
- 1993 Mistrovství světa, Praha, sportovní dvojice, 4. místo
- 1993 Mistrovství Evropy, Helsinky (Finsko), sportovní dvojice, 4. místo
- 1994 Mistrovství Evropy, Kodaň (Dánsko), sportovní dvojice, 4. místo
- 1994 ZOH 1994, Lillehammer (Norsko), sportovní dvojice, 6. místo
- 1994 Mistrovství světa, Čiba (Japonsko), sportovní dvojice, 5. místo
- 1995 Mistrovství Evropy, Dortmund (Německo), sportovní dvojice, 2. místo
- 1995 Mistrovství světa, Birmingham (Anglie), sportovní dvojice, 1. místo
- 1995 Mistryně světa (profesionální)
- 1997 Mistryně světa (profesionální)